# Дзевін (Нижньосілезьке воєводство)
Дзевін (пол. Dziewin, нім. Dieban) — село в Польщі, у гміні Шцинава Любінського повіту Нижньосілезького воєводства.
Населення — 165 осіб (2011).
У 1975-1998 роках село належало до Легницького воєводства.

## Демографія
Демографічна структура станом на 31 березня 2011 року:
|          | Загалом | Допрацездатний вік | Працездатний вік | Постпрацездатний вік |
| -------- | ------- | ------------------ | ---------------- | -------------------- |
| Чоловіки | 85      | 16                 | 61               | 8                    |
| Жінки    | 80      | 14                 | 41               | 25                   |
| Разом    | 165     | 30                 | 102              | 33                   |